# مايك غاليغو
مايك غاليغو (بالإنجليزية: Mike Gallego)‏ هو لاعب كرة قاعدة أمريكي، ولد في 31 أكتوبر 1960 في ويتير في الولايات المتحدة.

## وصلات خارجية
- مايك غاليغو على موقع دوري كرة القاعدة الرئيسي (الإنجليزية)
- مايك غاليغو على موقعبيزبول رفرنس.كوم (الدوري الرئيسي) (الإنجليزية)
- مايك غاليغو على موقعبيزبول رفرنس.كوم (الدوري الثانوي) (الإنجليزية)
- مايك غاليغو على موقع إي إس بي إن.كوم (أم.أل.بي) (الإنجليزية)
- مايك غاليغو على موقع مشجعي الرسوم البيانية (الإنجليزية)